# 가면라이더 제로원
《가면라이더 제로원》(일본어: 仮面ライダーゼロワン 가멘 라이다 제로완[*], 영어: Kamen Rider Zero-One)은 레이와 라이더의 첫 작품으로, 2019년 9월 1일부터 2020년 8월 30일까지 방영했다. 코로나바이러스감염증-19로 인해 2020년 5월 10일부터 6월 21일까지 방영을 중단하였다.

## 등장인물
- 히덴 아루토-타카하시 후미야/가면라이더 제로원
- 이즈-츠루시마 노아/가면라이더 제로투
- 후와 이사무-오카타 류타로
- 야이바 유아-이게타 히로에
- 호로비-스나가와 슈야/가면라이더 호로비
- 진-나카가와 다이스케/가면라이더 진
- 우츄야로 라이덴/이카즈치-야마구치 다이치
- 나키-나카야마 사츠키
- 아마츠 가이-사쿠라기 나치
- 아즈-츠루시마 노아

## 줄거리
안드로이드와 공존하는 시대에 놀이공원에서 개그맨을 하고있던 주인공 히덴 아루토는 재미없는 개그로 일하고있는 중이었다. 집으로 돌아가던중 히덴 인텔리전스라는 안드로이드를 생산하는 대기업의 인공지능 비서 이즈가 히덴 아루토의 앞에 나타났다. 히덴 아루토는 이즈를 따라 히덴 인텔리전스라는 회사에 들어가는데 그 장면에서 아루토가 죽은 전 사장의 손자라는것을 알 수 있다. 전 사장은 유언으로 아루토가 사장이 되기를 원했지만 아루토는 그럴 마음이 없는것 같다. 아루토는 전 사장의 사진을 보고 미안하다고 하고 놀이공원으로 다시 돌아가 개그를 하지만 여전히 웃지 않는 관객들. 결국 놀이공원의 사장은 아루토를 자르며 자신의 꿈은 사람들이 웃는거라고 말한다. 그런데 갑자기 같이 개그맨을 하고있던 안드로이드가 미지의 소속에게 해킹당해 사람들을 공격하기 시작했다. 아루토는 꿈을 소중히 여기는데 놀이공원 사장의 꿈을 위해 그 안드로이드를 막는다. 하지만 안드로이드를 상대하기엔 버거웠지만 때마침 히덴의 사장 비서인 이즈가 나타나 벨트를 가지고 나타난다. 아루토는 안드로이드가 사람의 꿈을 짓밟자 아루토는 머리끝가지 화나서 이즈에게 벨트를 달라고 한다. 벨트를 차고 시간이 느리게 가는 곳에서 벨트의 사용법을 습득한다. 그리고 그 안드로이드와 싸워서 승리한다. 하지만 벨트를 매면 저절로 사장이 된다고 하는 이즈의 말을 듣고 싫어하지만 사람들이 웃는걸 보고 다시 좋아한다.

## 가면라이더 제로원 성우
전영원 - 이경태
이즈&아즈 - 신온유
전기웅&교사봇&주신택&오노 - 정의택
정필중 - 임채빈
전경인 - 박준원
서복준&MC 체키라웃 - 이주승
셰스타&망&노주은 - 이은조
강경환 - 김현욱
차유아 - 성예원
아크&뢰 - 고구인
멸 - 이창민
신&조삼동 - 김진홍
암살이 - 김혁
백현성 - 정주원
전경인 - 박준원
무어&선소희&스마일 - 이세레나
연기봇 - 임혁
원예봇 - 신나리
이새봄 - 김채린

## 평가
제로윈은 선배 오즈와 공통점이 동물이다.

## 주제가
- 오프닝

REAL×EYEZ - J X 니시카와 타카노리
- 테마곡

너를 막을 수 있는 건 단 한명, 나다! ~ Find a new life
Another Daybreak - J X 니시카와 타카노리
하이브리드라이즈! 제로원 ~ Rising sun
변신! 제로투 ~ Now is the right time
Humagear Anthem - MC 체키라웃